# (2498) Tsesevich
(2498) Tsesevich (1977 QM3) – planetoida z pasa głównego asteroid okrążająca Słońce w ciągu 4,99 lat w średniej odległości 2,92 au. Odkryta 23 sierpnia 1977 roku.